# Rok Masle
Rok Masle (* 20. April 2004) ist ein slowenischer Skispringer

## Werdegang
Rok Masle startete im Juli 2016 in Ruhpolding erstmals in einem internationalen Wettbewerb, den er auf Anhieb gewann.
Am 17. Februar absolvierte er nach einem weiteren Sieg in einem Kinder-Wettbewerb erstmals ein Springen im Alpencup, im heimischen Kranj wurde er 21. Sieben Tage darauf konnte er in Planica als 5. seine bis dahin beste Platzierung erreichen.
In der Saison 2018/19 sprang er regelmäßig im Alpencup und konnte dort in Kandersteg seinen ersten Wettkampf gewinnen.
Im Juli 2019 sprang Masle erstmals im FIS Cup, als 51. verpasste er in Szczyrk jedoch deutlich die Punkteränge. Am Folgetag gelang ihm als 18. erstmals der Sprung in die Punkte.
Bei den Slowenischen Meisterschaften 2020 holte Masle im Team mit Maksim Bartolj, Timotej Jeglič und Lovro Kos die Bronzemedaille. In der kommenden Saison wurde Masle erstmals im Continental-Cup eingesetzt, bei dem in Engelberg ausgetragenen Wettkampf wurde der Debütant 10. Bei den  Skisprung Juniorenweltmeisterschaften in Lahti 2021 wurde Masle im Einzel 9. und holte mit dem Team die Silbermedaille.
Im heimischen Planica sprang Masle am 7. Januar 2023 als Dritter erstmals auf ein Podest im Continental-Cup, in der Folge wurde er in Zakopane erstmals in das slowenische Weltcup-Team berufen. Dort gab er am 15. Januar sein Wettkampfdebüt und verpasste als 31. nur knapp die Punkteränge.

## Statistik

### Weltcup-Platzierungen
| Saison  | Platz | Punkte |
| ------- | ----- | ------ |
| 2022/23 | 042.  | 051    |
| 2024/25 | 061.  | 005    |

### Continental-Cup-Platzierungen
| Saison  | Platz | Punkte |
| ------- | ----- | ------ |
| 2020/21 | 046.  | 076    |
| 2021/22 | 055.  | 155    |
| 2022/23 | 024.  | 372    |